# Vinci
För andra betydelser, se Vinci (olika betydelser).
Vinci är en kommun och ort i storstadsregionen Florens, före den 31 december 2014 provinsen Florens, i Toscana i Italien grundad runt år 1250. Kommunen hade 14 608 invånare (2018). Vinci är känd för att vara Leonardo da Vincis födelsestad. Den har tidigare tillhört Republiken Florens.